# Maladie métabolique
 (décembre 2019).
 Mise en garde médicale
Une maladie métabolique est un trouble médical qui affecte les métabolismes dans la cellule, en particulier la production d'énergie. 
La plupart des maladies métaboliques sont génétiques, bien qu'un petit nombre d'entre elles soient « acquises » du fait du régime alimentaire, d'agents toxiques ou de toxines, d'infections, etc. Les maladies métaboliques génétiques sont également appelées maladies métaboliques congénitales.

## Maladies métaboliques génétiques
En général, les maladies métaboliques génétiques sont dues à des déficiences génétiques résultant en l'absence ou la dysfonction d'enzymes nécessaires à l'une ou l'autre étape d'un processus métabolique dans la cellule.
Les trois plus grandes classes de maladies métaboliques sont :
- les maladies génétiques du métabolisme des glucides : maladies touchant le métabolisme des hydrates de carbone ;
- maladies de l'oxydation des lipides : maladies touchant le métabolisme des lipides ;
- maladies des mitochondries : maladies touchant les mitochondries, qui sont la « source d'énergie » centrale des cellules.

Les troubles du métabolisme cellulaire peuvent affecter :
- des fonctions communes à l'ensemble des cellules : fonctions d'assimilation et de respiration ;
- des fonctions spéciales propres à chaque type de cellule : fonctions d'absorption, de sécrétion et d'excrétion.

On peut constater des lésions cellulaires ou tissulaires liées à un trouble du métabolisme (lésions de surcharges ou lésions d'infiltration).
On distingue aussi les troubles de métabolisation :
- des lipides ;
- du glycogène ;
- des purines ;
- du fer ;

ainsi que la calcification des os.

## Maladies métaboliques non-génétiques
Certains régimes alimentaires particuliers peuvent être à l'origine d'une maladie métabolique tel que le régime cétogène.